# Bethanië (Zundert)
Bethanië was de naam van een dominicanessenklooster aan de Ettenseweg 37 te Rijsbergen, buurtschap Hellegat.

## Geschiedenis
In 1939 werd het klooster door de dominicanessen van Bethanië die, door Justitie geplaatste, moeilijk opvoedbare meisjes begeleidden. Ze leefden in een internaat dat Sint Joseph Patrocinium heette waartoe in 1941 vier paviljoens in gebruik genomen.
Op 5 mei 1945 werd tegenover het klooster de kapel Onze Lieve Vrouw van Brabant ingewijd. Het bakstenen gebouwtje is bedekt met een rieten wolfsdak en bevat in een nis een madonna van Gerrit de Morée.
In 1980 vertrokken de zusters en in 1982 fuseerde Sint Joseph met de in 1953 opgerichte Stichting Jeugddorp Maria Rabboni te Teteringen. 
In 1994 werd in de gebouwen een aanmeldcentrum voor asielzoekers gevestigd, dat in 2006 weer gesloten werd.

## Externe bron
- Nederlands kloosterleven